# 前野霜一郎
前野 霜一郎（まえの そういちろう、本名：前野 光保、1946年6月21日 - 1976年3月23日）は、日本の俳優。
児玉誉士夫邸セスナ機特攻事件を起こしたことで知られる。

## 来歴・人物
東京都渋谷区笹塚の布団屋に生まれる。父親は幼い頃からスターを夢見ていた一人息子を溺愛し、児童劇団や俳優養成所に通わせた。1959年（昭和34年）劇団ひまわりに入団、1962年（昭和37年）の『目をつぶって突走れ』で映画初出演する。1967年（昭和42年）にアメリカに留学し、カリフォルニア大学の演劇科で演技の勉強を行う。父の援助で130万円をかけ飛行ライセンスを取得。
帰国後は日活のニュー・アクション映画などに多く出演。1971年（昭和46年）に日活がロマンポルノの制作を開始すると、当時の同クラスの専属俳優が次々と去って行く中、残留し主力男優として作品に多数出演。
私生活では1967年に女優の黒沢のり子と結婚するが1970年に離婚。1972年にアメリカ人女性と再婚するも1975年に再び離婚している。
1976年（昭和51年）2月、新潟県のスキー場で自殺未遂事件を起こす。同年3月23日、撮影用に借りていた小型飛行機パイパー PA-28で、世田谷区等々力の児玉誉士夫邸に突入して死亡。29歳没。

## 出演作品

### 映画
- 目をつぶって突走れ（1962年） - 三年生山脇 役
- 交換日記（1963年） - 岡時彦 役
- 現代っ子（1963年） - 石田健 役
- 六本木の夜　愛して愛して（1963年）
- 潮騒（1964年） - 林龍二 役
- あゝ青春の胸の血は（1964年） - 林太 役
- 青春前期 青い果実（1965年） - 佐野 役
- 拳銃無宿 脱獄のブルース（1965年） - サブ 役
- 恋人をさがそう（1967年） - 猿金 役
- 花の特攻隊 あゝ戦友よ（1970年） - 少尉 役
- 野良猫ロック ワイルド・ジャンボ（1970年） - デボ 役
- いちどは行きたい女風呂（1970年） - 花咲順 役
- 新宿アウトロー ぶっ飛ばせ（1970年） - メケメケ 役
- ネオン警察 女は夜の匂い（1970年） - サブ 役
- 男一匹ガキ大将（1971年） - 権の子分7 役
- 野良猫ロック 暴走集団'71（1971年） - ヒムラー 役

日活ロマンポルノ
- 団地妻 昼下りの情事（1971年） - 畑中 役
- 色暦女浮世絵師（1971年） - 清太郎 役
- らしゃめんお万 彼岸花は散った（1972年） - 稲荷留吉 役
- おんな天国 子だね貰います（1972年） - アパッチ 役
- ふるさとポルノ記 津軽シコシコ節（1974年） - サンブ 役
- 赤線玉の井 ぬけられます（1974年） - 工員風の男 役
- 青春トルコ日記 処女すべり（1975年） - シロー 役
- 続・レスビアンの世界 -愛撫-（1975年） - 矢崎国夫 役
- 女高生100人 (秘)モーテル白書（1975年） - 順子の恋人 役
- ホステス情報 潮ふき三姉妹（1975年） - ケン立花 役
- 東京エマニエル夫人 個人授業（1975年） - 綿貫一郎 役

### テレビドラマ
- 鉄道公安36号 第173話「石狩の鐘」（1966年、NET）
- 特別機動捜査隊
  - 第287話「夕陽の町」（1967年、NET）
  - 第295話「しのび逢い」（1967年、NET）
- 青空に叫ぼう（1967-1968年、NET）
- プレイガール 第200話「残酷猟奇な殺し屋」（1973年、東京12チャンネル） - 吉川